# Godfather of drugs
"Godfather of drugs" er det 5. afsnit i den danske sitcomserie Klovn med Casper Christensen og Frank Hvam. Serien blander fantasi og virkelighed, da de fleste af skuespillerne spiller roller med deres egne navne. Afsnittet blev skrevet af Casper Christensen og instrueret af Mikkel Nørgaard og havde premiere på TV2 Zulu den 7. marts 2005. Dette var det første afsnit Jacob Weble optrådte i.
Lars Thiesgaard optræder som coke-lægen.

## Handling
Franks læge Lars, tilbyder Frank en "bane" coke. Mia, Iben og Bodil tager på weekend tur, og Casper inviterer blandt andre Frank, Michael Carøe og Steen Birger Jørgensen fra Sort Sol til herreaften. Frank slæber Pivert med, hvilket Casper er meget utilfreds med. Under kraftig alkoholpåvirkning beslutter selskabet sig for at Steen Birger Jørgensen skal skaffe et par gram af "The Godfather of drugs" – heroin. Gruppepresset er i gang og det går slemt udover Pivert. Iben kommer uventet tidligt hjem, hvorefter Frank får problemer med en grønlandsk politibetjent. Da pigerne efterfølgende finder ud af hvad der har været i gang, bliver de ikke begejstret.

## Hovedskuespillere
- Casper Christensen som Casper
- Iben Hjejle som Iben
- Frank Hvam som Frank
- Mia Lyhne som Mia

## Gæsteoptrædener
- Michael Carøe som Carøe
- Steen Birger Jørgensen Steen
- Lars Thiesgaard som Lars, Franks læge
- Jacob Weble som Jacob ”Pivert”
- Trine Juul-Andersen som Bodil, Jacobs kæreste